# Thomas Shadwell
Pour les articles homonymes, voir Shadwell.
Thomas Shadwell (né vers 1642 - mort le 19 novembre 1692) est un dramaturge anglais de la Restauration anglaise. Il est nommé Poète Lauréat en 1689.

## Biographie
D'après son fils, Shadwell naît à Santon Hall, dans le Norfolk et étudie à Bury St Edmunds School, puis au Gonville and Caius College de Cambridge, où il entre en 1656. Il quitte l'université sans diplôme et rejoint le Middle Temple. Lors de l'accession de au trône de Guillaume d'Orange et du triomphe des Whigs, il remplace John Dryden, converti au catholicisme sous le règne de Jacques II, comme poète lauréat et historiographe royal. Il meurt à Chelsea le 19 novembre 1692.

## Travaux
En 1668, il produit une comédie en prose, The Sullen Lovers, or the Impertinents, basée sur Les Fâcheux de Molière et écrite à l'imitation de la comédie des humeurs de Ben Jonson. Ses meilleurs pièces sont Epsom Wells (1672), pour laquelle Sir Charles Sedley a écrit un prologue, et le Squire of Alsatia (1688). Alsatia était le terme employé pour désigner un espace de Londres occupé autrefois par l'Ordre du Carmel, puis une sorte de sanctuaire pour les gens menacés d'arrestation, et la pièce met en scène, dans des dialogues pleins d'argots locaux, les aventures d'un jeune héritier qui tombe, là, entre les mains d'escrocs.
Pendant quatorze ans, depuis sa première comédie jusqu'à sa rencontre mémorable avec John Dryden, Shadwell réalise presque une pièce par an. Ces œuvres montrent une grande haine pour le vice et la corruption, et ont une connotation morale rude, mais droite. Bien qu'assez surfaites, les pièces de Shadwell offrent un portrait très vivant des mœurs de leur époque.
Shadwell, aujourd'hui, est principalement retenu comme l'infortuné personnage principal du MacFlecknoe de John Dryden, où il est présenté comme « le dernier grand prophète de la tautologie » et comme l'héritier littéraire de Richard Flecknoe. Dans cette satire, Dryden donne la parole à Flecknoe, prétendument empereur de l'ennui et de la bêtise :
| Shad— alone my perfect Image Bears, Mature in Dulness from his Tender Years; Shad— alone of all my Sons, is He Who stands confirm'd in full Stupidity; The rest, to some faint meaning make Pretence, But Shad— never deviates into Sence; | Seul Shad— est à ma parfaite image, Expert en ennui depuis son plus jeune âge ; Seul Shad—, de tous mes enfants, a été Celui qui a prouvé sa totale stupidité ; Les autres feignent un semblant de raison, Tandis que lui ne s'égare jamais dans cette direction ; | 15 20 |

Dryden a fourni à Shadwell un prologue à son True Widow (1679) et, malgré des divergences momentanées, les deux hommes ont conservé des liens amicaux. Mais, quand Dryden rejoint le parti de la cour et écrit Absalom et Achitophel et La Médaille, Shadwell devient le champion des Protestants et se livre à une attaque calomnieuse de Dryden dans La Médaille de John Bayes: une Satire contre Folie et Fourberie (1682). Dryden réplique aussitôt dans Mac Flecknoe, ou une Satire sur le vrai poète protestant bleu, T.S. (1682), dans laquelle les personnages de Shadwell sont repris avec profit. Un mois après, il contribue à la suite d'Absalom et Achitophel, où Nahum Tate fait un portrait satirique d'Elkanah Settle (en), sous le nom de Doeg, et de Shadwell, sous le nom d'Og. En 1687, Shadwell essaie de répondre à ces attaques dans une version de la dixième satire de Juvénal.
Cependant, le portrait que Dryden brosse de Shadwell dans Absalom et Achitophel est bien plus profond et a résisté à l'action du temps. Dans cette satire, Dryden écrit à propos de Settle et de Shadwell :

« Two fools that crutch their feeble sense on verse;

Who, by my muse, to all succeeding times 

Shall live, in spite of their own doggrel rhymes; »

Son fils, Charles Shadwell était également un dramaturge. Une scène de sa  pièce The Stockjobbers est insérée comme une introduction dans Serious Money de Caryl Churchill (1987).

## Poèmes

### Dear Pretty Youth
Dear pretty youth, unveil your eyes,

How can you sleep when I am by?

Were I with you all night to be,

Methinks I could from sleep be free.

Alas, my dear, you're cold as stone:

You must no longer lie alone.

But be with me my dear, and I in each arm

Will hug you close and keep you warm.

### Love in their little veins inspires
Love in their little veins inspires

their cheerful notes, their soft desires.

While heat makes buds and blossoms spring,

those pretty couples love and sing.

But winter puts out their desire,

and half the year they want love's fire.

### Nymphs and Shepherds
Nymphs and shepherds, come away.

In the groves let's sport and play,

For this is Flora's holiday,

Sacred to ease and happy love,

To dancing, to music and to poetry;

Your flocks may now securely rove

Whilst you express your jollity.

Nymphs and shepherds, come away.

## Œuvre
Une édition complète des œuvres de Shadwell a été publiée par l'un de ses fils, Sit John Shadwell, en 1720.
- The Sullen Lovers, or the Impertinents (1668), adapté de Molière
- The Royal Shepherdess (1669), une adaptation de Rewards of Virtue de John Fountain
- The Humorist (1671)
- The Miser (1672), adapté de Molière
- Psyche, traduction du livret de Molière, Pierre Corneille et Philippe Quinault, provenant de la Tragédie-Ballet Psyché(1671) de Lully. Créé en 1675. (1675)
- The Libertine (1676)
- The Virtuoso (1676)
- The history of Timon of Athens the Man-hater (1678), adaptée de William Shakespeare
- A True Widow (1679)
- The Woman Captain (1680), remise en vogue sous le titre The Prodigal
- The Lancashire Witches and Teague O'Divelly, the Irish Priest (1682)
- Bury Fair (1689)
- The Amorous Bigot, avec la seconde partie de Teague O'Divelly (1690)
- The Scowerers (1691)
- The Volunteers, ou Stockjobbers, publié à titre posthume (1693)